# 朱景英

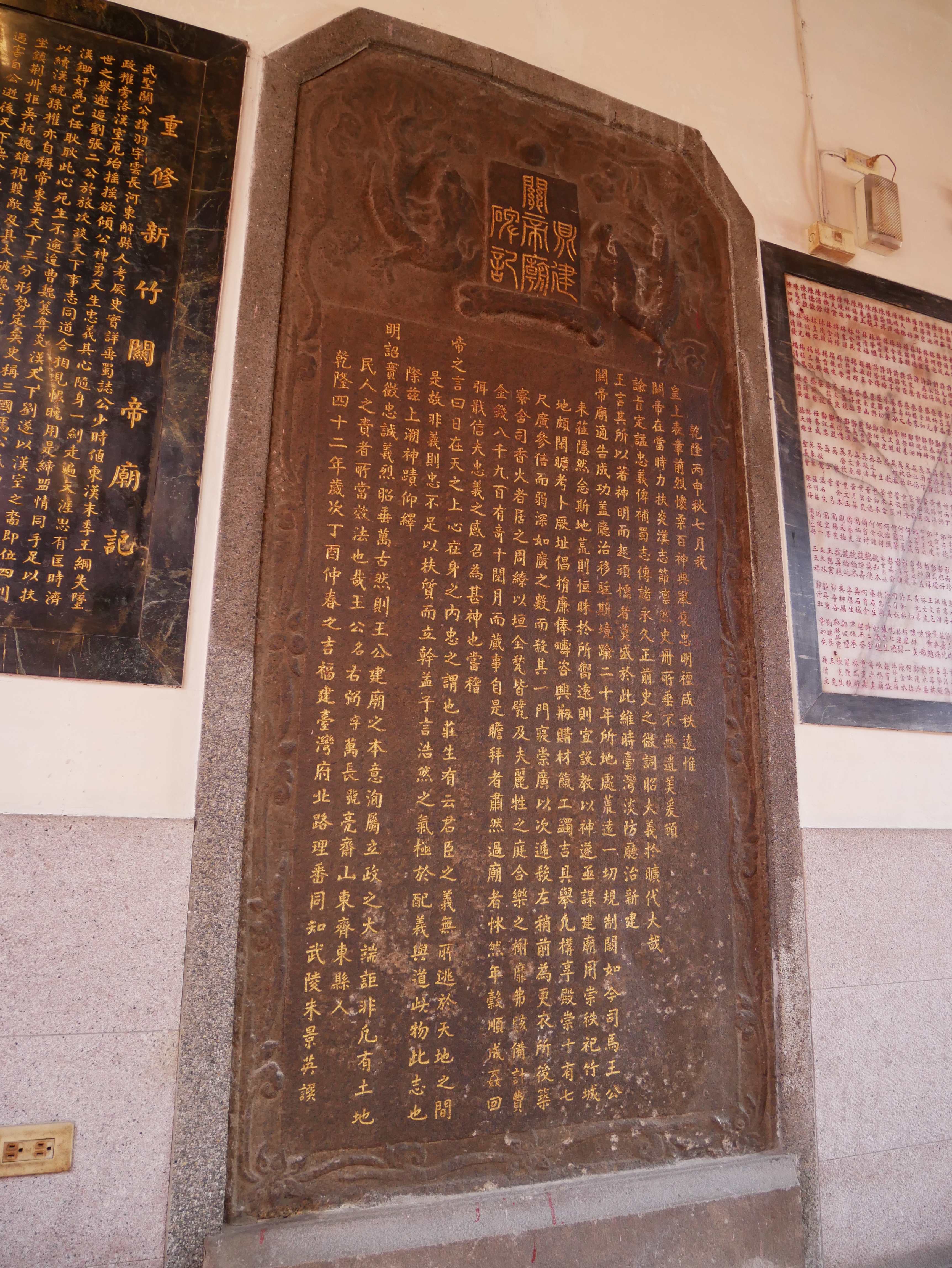
乾隆四十二年（1777年）二月臺灣府北路理番同知朱景英所撰〈鼎建關帝廟碑記〉（新竹關帝廟藏）

朱景英（？—？），字幼芝，號研北，湖南省岳常澧道常德府武陵县（今湖南省常德市武陵區）人，清朝官员、书法家。

## 生平
朱景英為乾隆十五年（1750年）庚午科鄉試解元。初任福建省福州道福州府侯官县知縣。三十四年（1769年）升任臺灣府海防兼南路理番同知。乾隆三十九年（1774年）八月任臺灣府北路理番同知。後署汀漳龍道汀州府知府。
著有《海東札記》四卷。工书法。